# Olle Mattson
Olle Mattson (27. listopadu 1922, Uddevalla – 3. srpna 2012, tamtéž) byl švédský spisovatel především knih pro mládež.

## Život
Olle Mattison se narodil v městě Uddevalla v jihozápadním Švédsku. V letech 1945–1948 studoval literaturu a skandinávské jazyky, poté pracoval jako novinář. Od roku 1953 se věnuje literatuře. Jeho romány pro dospělé se většinou odehrávají v 19. století v jeho rodném kraji Bohuslänu. Pro děti napsal okolo dvacítky knih a kromě toho je autorem několika rozhlasových her.
Jeho dcera, Ellen Mattsonová (* 1962, Uddevalla), je také úspěšnou švédskou spisovatelkou.

## Literární dílo
- Johannesblodet (1955, Janova krev), historický román.
- Briggen Tre Liljor (1955, Briga Tři lilie), dobrodružný román pro mládež, za který autor obdržel roku 1956 Plaketu Nilse Holgerssona za nejlepší dětskou knihu roku.[3]
- Amatörastronom (1956, Astronom amatér), básnická sbírka.
- Vargstocken (1957, Vlčí kláda), román.
- Mickel Sjöfarare (1958, Michal Mořeplavec), román pro mládež, pokračování knihy Briga Tři lilie.
- New Orleans drottning (1963, Neworleanská královna), román pro mládež.
- Gallionsbilden (1964, Galionová figura), román.
- Fem ljus för Talejten (1967, Pět svíček pro Talejtena), román pro mládež.
- Kråkguldet (1970, Zlato Vraních hor), román pro mládež.
- Talejten väntar i väst (1975, Talejten čeká na západě), román pro mládež.

## Filmové adaptace
- Briggen Tre Liljor (1961, Briga Tři lilie), švédský film, režie Hans Abramson.
- Kråkguldet (1969, Zlato Vraních hor), švédský televizní seriál, režie Lei Krantz a Olle Mattison.

## Česká vydání
- Briga Tři lilie SNDK, Praha 1963, přeložil Josef Vohryzek.